# Lavabre Cadet
La Maison Lavabre Cadet est une ganterie française de luxe fondée en 1946 à Millau par Francis Lavabre.

## Histoire

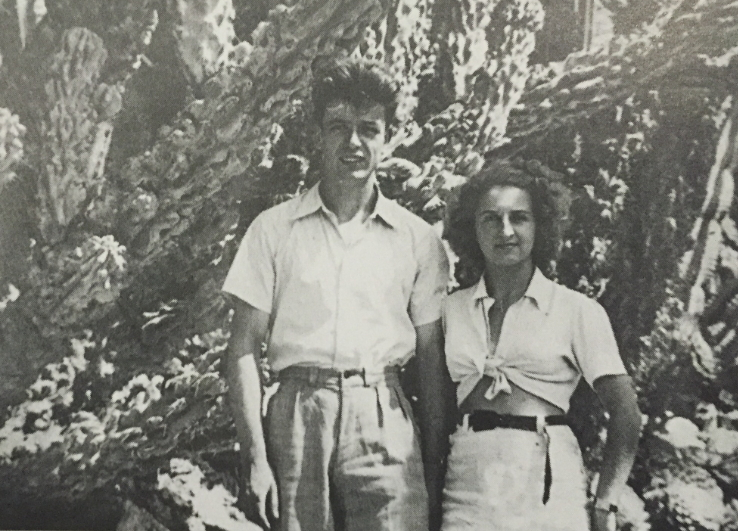
Francis et Lucette Lavabre

Issu d'une famille de gantier, Francis est le fils cadet de Pierre Lavabre, directeur de l'atelier Perrin de Millau. Il a vingt-et-un ans lorsqu'il fonde son propre atelier, Lavabre Cadet.
Maîtrisant la fabrication des gants classiques, la révolution créative viendra de son épouse Lucette, modiste de formation, qui rejoint l'entreprise en 1957. L'alliance des deux savoir-faire et la curiosité du couple, qui vient découvrir les dernières tendances à Paris plusieurs fois par an, fera le succès de cet atelier.
Rapidement, les créations sont présentées par les magazines de mode Vogue et Jardins des modes.
L'hebdomadaire, Le Cuir décrit les collections Lavabre Cadet présentées au XVIe Salon de Paris dans les termes suivant: "En un mot, une production de qualité à tous égards".
En 1966, environ 12 personnes travaillent en atelier, sans compter celles qui travaillent à domicile.
En 1968, ses principaux clients sont Dior en France et Gimbel Saks à New York. Lavabre Cadet a également une boutique en propre située à Saint-Étienne.

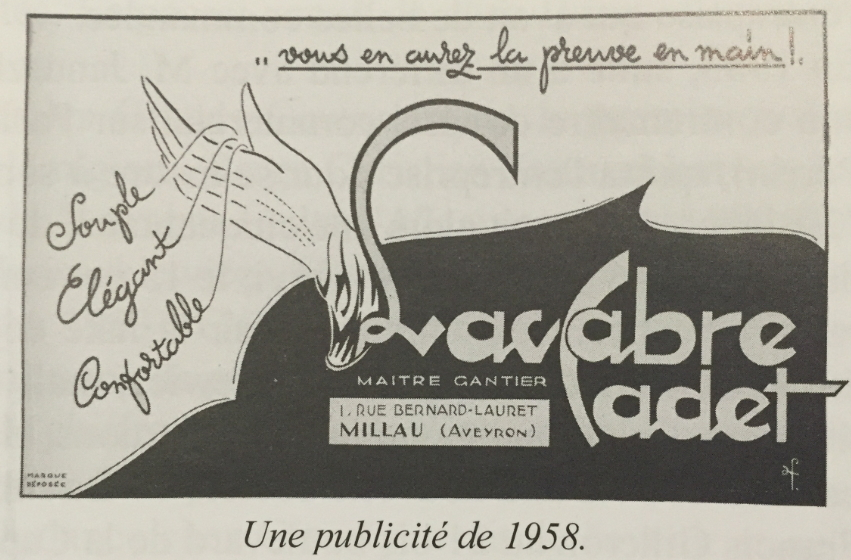
publicité de 1958

En 1973, Francis Lavabre cède son fonds de commerce à Monsieur Gérard, gantier de formation. Ce dernier fait appel à Madame Tribouillard, mère du directeur du couturier Léonard. Cette aide précieuse permet à Lavabre Cadet de travailler pour les maisons de haute couture dont Saint-Laurent, Chanel, Givenchy, Montana, Per Spook, Lagerfeld, Féraud, Patou, Rochas, Laroche, Ted Lapidus, Lolita Lempicka et Chloé. 
Au début des années 1980, Lavabre Cadet sponsorise et gante Didier Auriol, pilote de légende et champion du monde des rallyes en 1994.
En 1985 est créée la société Lavabre Cadet Gants
Azzedine Alaïa rejoint la prestigieuse liste des clients Lavabre Cadet et l'atelier de ganterie ouvre une production de vêtements en cuir et de maroquinerie. Hermès devient également client de l'atelier.
En 1999, Maryvonne Beyer, soutenue par les grands couturiers dont Yves Saint Laurent et le personnel de l'atelier, reprend les rênes de la société.
Le 30 mai 2000 la société Lavabre Cadet Gants est mise en liquidation judiciaire.
L'activité est reprise par la société Maison Lavabre Cadet, le même jour.
En 2003, l'atelier millavois emménage au 31, avenue Jean Jaurès, son adresse actuelle. Une boutique est ouverte dans la Galerie Montpensier, sous les arcades du Palais Royal à Paris.
Balmain, Balenciaga et Louis Vuitton deviennent clients de Lavabre Cadet et Mary Beyer est admise aux Grands Ateliers de France: un cercle fermé qui rassemble les artisans réputés pour leur rigueur ou leur éthique de travail.
La maison réalise des gants pour des films dont Molière, Fanfan la Tulipe, Bandidas, Arsène Lupin et Palais Royal.
En 2013, Jean-Luc Déchery prend une participation majoritaire dans la société qui rejoint donc le sellier maroquinier Camille Fournet.

## Prix et Distinctions
Lavabre Cadet a reçu le prestigieux Label Entreprise du patrimoine vivant (EPV).
En 2005, l'atelier reçoit le prix SEMA (aujourd'hui Institut National des Métiers d'Arts).
En 2009, Lavabre Cadet voit deux de ses artisans recevoir le prix de la fondation Liliane Bettencourt pour l'Intelligence de la Main.